# Rainer Sachse
Rainer Sachse (* 15. června 1950, Drážďany) je bývalý východoněmecký fotbalista, útočník, reprezentant Východního Německa (NDR).

## Fotbalová kariéra
Ve východoněmecké oberlize hrál za Dynamo Drážďany a BSG Stahl Riesa, nastoupil ve 208 ligových utkáních a dal 83 gólů. V letech 1971, 1973, 1976, 1977 a 1978 získal s Dynamem Drážďany mistrovský titul a v letech 1971 a 1977 východoněmecký fotbalový pohár. V Poháru mistrů evropských zemí nastoupil v 15 utkáních a dal 4 góly a v Poháru UEFA nastoupil v 17 utkáních a dal 2 góly. Za reprezentaci Východního Německa (NDR) nastoupil v roce 1977 ve 2 utkáních.

## Ligová bilance
| Ročník           | Zápasy | Góly | Klub            |
| ---------------- | ------ | ---- | --------------- |
| I. liga 1969/70  | 5      | 0    | Dynamo Drážďany |
| I. liga 1970/71  | 24     | 8    | Dynamo Drážďany |
| I. liga 1971/72  | 23     | 11   | Dynamo Drážďany |
| I. liga 1972/73  | 14     | 3    | Dynamo Drážďany |
| I. liga 1973/74  | 11     | 5    | Dynamo Drážďany |
| I. liga 1974/75  | 21     | 7    | Dynamo Drážďany |
| I. liga 1975/76  | 12     | 8    | Dynamo Drážďany |
| I. liga 1976/77  | 19     | 12   | Dynamo Drážďany |
| I. liga 1977/78  | 17     | 7    | Dynamo Drážďany |
| I. liga 1978/79  | 17     | 7    | Dynamo Drážďany |
| I. liga 1979/80  | 9      | 1    | Dynamo Drážďany |
| I. liga 1980/81  | 20     | 11   | BSG Stahl Riesa |
| II. liga 1981/82 | 22     | 20   | BSG Stahl Riesa |
| II. liga 1982/83 | 29     | 140  | BSG Stahl Riesa |
| I. liga 1983/84  | 16     | 2    | BSG Stahl Riesa |
| CELKEM I. liga   | 208    | 83   |                 |